# マギー・レンフロ
マギー・メイ・ソートン・レンフロ（Maggie Mae Thorton Renfro、1895年11月14日 - 2010年1月22日）は、かつてアメリカで3番目に高齢の人物であり、ルイジアナ州で最高齢であったアメリカのスーパーセンテナリアン。
また、存命時世界で4番目に高齢の人物であり、ガートルード・ベインズの死去以降存命中のアフリカ系アメリカ人最高齢者だった。マギーは1歳年上であると主張したが、1900年の国勢調査では4歳であると記録されており、それによれば生年は1895年になる。

## 人物
1895年、ワイリー・ソーントンとデリー・ソーントンのに生まれる。11人兄弟の4番目であった。 19歳の時に料理人になる。その後テキサス州のマディソンビルに移り、後にヒューストンに移る。同地でのルディ・レンフロと出会い、結婚した。1971年に夫が死去した後、故郷のミンデンに定住した。長寿の秘訣を「すべての人を愛し、すべての人を正しく扱う」ことと語っている。その後は姪であり介護者であるマティー・エリスと一緒に暮らした。
姉妹のキャリー・リー・ソーントン・ミラーとロジー・リー・ソーントン・ウォーレンは、世界最高齢のトリオとして認定された。しかし3人は40日以内に全員死去した。